# LML CRD 100
Die LML CRD 100 war ein im Oktober 2005 erstmals vorgestelltes 100-cm³-Leichtkraftradmodell des indischen Herstellers LML (Lohia Machinery Limited). Mit der Werksschließung im Februar 2006 wurde die Produktion der CRD 100 wieder eingestellt.

## Modellbeschreibung
Die CRD 100 ist ein Motorrad mit Scheinwerferverkleidung und verfügt über einen luftgekühlten Einzylinder-Viertaktmotor mit einem Hubraum von 104,2 cm³. Die maximale Motorleistung wird mit 6,2 kW bzw. 8,3 PS bei einer Drehzahl von 7.750 min−1 angegeben. Das maximale Drehmoment von 8,24 Nm wird bei einer Drehzahl von 5.250 min−1 erreicht. Die Kraftübertragung erfolgt über ein fußgeschaltetes 4-Gang-Getriebe. Das Tankvermögen beträgt 11 l. Gebremst wird das Fahrzeug vorne und hinten über Trommelbremsen. Das Leergewicht beträgt 104 kg. 
Die Höchstgeschwindigkeit beträgt 97 km/h.